# Malik Delgaty
Malik Delgaty (ur. 29 września 2000 w Montrealu) – frankokanadyjski aktor filmów pornograficznych, model i były striptizer.

## Życiorys
Zanim rozpoczął karierę w branży pornograficznej, przez trzy lata pracował jako striptizer w klubach „Campus” i „Stock Bar” w Montrealu. Trenował judo.
W 2020 podpisał kontrakt na wyłączność z wytwórnią filmów pornograficznych Men.com, w której zadebiutował sceną masturbacji. Choć jest heteroseksualny, to występuje w gejowskich filmach, co tłumaczy możliwościami finansowymi i chęcią zdobywania nowych doświadczeń. W filmach jest głównie aktorem aktywnym, ale w trakcie kariery nakręcił kilka scen jako pasyw, m.in. w filmach: Double Bottoming Debuts – Uncut (2022), Top to Bottom: Malik Delgaty (2022) i Dick at the Picnic (2023). Jego pierwszy występ w filmie w roli pasywa został uznany za informację roku w gejowskim porno (Gay Porn News Story) i jeden z najlepszych debiutów jako pasyw w gejowskim porno (Best Gay Porn Bottoming Debut) w rankingach redakcji portalu Str8UpGayPorn.com. Wystąpił także w kilku biseksualnych scenach. W 2022 wziął udział jako model w kampanii reklamowej kolekcji odzieży z merchu wytwórni Men.com. 
W 2021 był drugą najczęściej wyszukiwaną w sieci gwiazdą gejowskiego porno w rankingu redakcji portalu Str8UpGayPorn.com, a w latach 2022–2024 zajmował pierwsze miejsce w tym zestawieniu. W 2021 był nominowany do GayVN Award dla najlepszego debiutanta. W 2022 otrzymał Str8UpGayPorn Award za najbardziej zakręconą scenę w gejowskim porno (w filmie The Preggo & The Boys: Malik Delgaty Fucks Alex Mecum While His Wife Gives Birth, 2021) i był nominowany do nagrody za najlepsze ciało.